# Баяндина, Анастасия Александровна
Анастасия Александровна Баяндина (род. 1 ноября 1996, Красноярск, Россия) — российская спортсменка, выступающая в синхронном плавании, 2-кратная чемпионка мира, 2-кратная чемпионка Европы, Заслуженный мастер спорта России.

## Карьера
Родилась в Красноярске. Живёт в Москве. Родная сестра Дарьи Баяндиной.
Выступает за Московское городское физкультурное объединение Москомспорта («МГФСО»). Чемпионка России (2017).
В 2017 году вошла в состав национальной команды РФ по синхронному плаванию. Чемпионка мира (2017), чемпионка Европы (2018).

## Награды и звания
- Заслуженный мастер спорта России (2018)
- Мастер спорта России международного класса